# Mandjelia brassi
Mandjelia brassi är en spindelart som beskrevs av Raven och Churchill 1994. Mandjelia brassi ingår i släktet Mandjelia och familjen Barychelidae.
Artens utbredningsområde är Queensland. Inga underarter finns listade i Catalogue of Life.